# 埃文斯冰流
埃文斯冰流（英語：Evans Ice Stream）是南極洲的冰流，位於埃爾斯沃思地，流經薩姆伯奇角和福勒冰隆之間，最終注入菲爾希納-龍尼冰棚，現時由南極條約體系管理。